# Hiszpańscy arcymistrzowie szachowi
Lista hiszpańskich szachistów, posiadających tytuły arcymistrzów (GM) i arcymistrzyń (WGM), zarówno w grze klasycznej, korespondencyjnej, kompozycji szachowej, jak i w rozwiązywaniu zadań szachowych oraz tytuły arcymistrzów honorowych (HGM), przyznawanych za osiągnięcia w przeszłości. Obejmuje także zawodników, którzy barwy Hiszpanii reprezentowali tylko w pewnym okresie swojego życia.

## Szachy klasyczne

### arcymistrzowie
| Zawodnicy                        | Rok urodzenia | Rok śmierci | Rok nadania | Uwagi                             |
| -------------------------------- | ------------- | ----------- | ----------- | --------------------------------- |
| Alvar Alonso Rosell              | 1992          |             | 2013        |                                   |
| Daniel Alsina Leal               | 1988          |             | 2010        |                                   |
| David Antón Guijarro             | 1995          |             | 2013        |                                   |
| Julen Luís Arizmendi Martínez    | 1976          |             | 2004        |                                   |
| Angel Arribas López              | 1993          |             | 2014        |                                   |
| Juan Manuel Bellón López         | 1950          |             | 1978        |                                   |
| Alexis Cabrera                   | 1976          |             | 2004        | wcześniej Kuba                    |
| Ibragim Chamrakułow              | 1982          |             | 2006        | wcześniej Uzbekistan              |
| Roberto Cifuentes Parada         | 1957          |             | 1991        | wcześniej Chile                   |
| Lluís Comas Fabregó              | 1971          |             | 1999        |                                   |
| Óscar de la Riva Aguado          | 1972          |             | 2004        | obecnie Andora                    |
| Jesús María de la Villa García   | 1958          |             | 1999        |                                   |
| Salvador Gabriel Del Río Angelis | 1976          |             | 2002        |                                   |
| Jesús Díez del Corral            | 1933          | 2010        | 1974        |                                   |
| José Luis Fernández García       | 1954          |             | 1986        |                                   |
| Zenón Franco Ocampos             | 1956          |             | 1990        | obecnie Paragwaj                  |
| David García Ilundáin            | 1971          | 2002        | 1996        |                                   |
| Juan Mario Gomez Esteban         | 1958          |             | 2004        |                                   |
| Herminio Herráiz Hidalgo         | 1978          |             | 2009        |                                   |
| Irisberto Herrera                | 1968          |             | 2001        | wcześniej Kuba                    |
| José Carlos Ibarra Jerez         | 1985          |             | 2013        |                                   |
| Miguel Illescas Córdoba          | 1965          |             | 1988        |                                   |
| Ołeksandr Ipatow                 | 1993          |             | 2011        | wcześniej Ukraina, obecnie Turcja |
| Félix Izeta Txabarri             | 1961          |             | 1994        |                                   |
| Oleg Korniejew                   | 1969          |             | 1995        | wcześniej Rosja                   |
| David Lariño Nieto               | 1989          |             | 2013        |                                   |
| Miguel Llanes Hurtado            | 1978          |             | 2008        |                                   |
| Josep Manuel Lopez Martínez      | 1980          |             | 2007        |                                   |
| Jordi Magem Badals               | 1967          |             | 1994        |                                   |
| Javier Moreno Carnero            | 1975          |             | 2003        | wcześniej Argentyna               |
| Wiktor Moskalenko                | 1960          |             | 1992        | wcześniej ZSRR i Ukraina          |
| Miguel Muñoz Pantoja             | 1975          |             | 2012        | wcześniej Peru                    |
| Marc Narciso Dublan              | 1974          |             | 2003        |                                   |
| Josep Oms Pallise                | 1973          |             | 2007        |                                   |
| Manuel Pérez Candelario          | 1983          |             | 2011        |                                   |
| Arturo Pomar Salamanca           | 1931          | 2016        | 1962        |                                   |
| Manuel Rivas Pastor              | 1960          |             | 1987        |                                   |
| Amador Rodríguez Céspedes        | 1956          |             | 1977        | wcześniej Kuba                    |
| Enrique Rodríguez Guerrero       | 1983          |             | 2007        |                                   |
| Orestes Rodríguez Vargas         | 1943          |             | 1978        | wcześniej Peru                    |
| Alfonso Romero Holmes            | 1965          |             | 1995        |                                   |
| Iván Salgado López               | 1991          |             | 2008        |                                   |
| Pablo San Segundo Carrillo       | 1970          |             | 1995        |                                   |
| Aleksiej Szyrow                  | 1972          |             | 1990        | Hiszpania w latach 1995–2011      |
| Miodrag Todorčević               | 1940          |             | 1989        | wcześniej Serbia                  |
| Elizbar Ubiława                  | 1950          |             | 1988        | wcześniej Gruzja                  |
| Francisco Vallejo Pons           | 1982          |             | 1999        |                                   |
| Renier Vazquez Igarza            | 1979          |             | 2007        |                                   |
| Xavier Vila Gazquez              | 1990          |             | 2011        |                                   |

### arcymistrzynie
| Zawodniczki             | Rok urodzenia | Rok śmierci | Rok nadania | Uwagi                                     |
| ----------------------- | ------------- | ----------- | ----------- | ----------------------------------------- |
| Olga Aleksandrowa       | 1978          |             | 1999        | wcześniej Ukraina, +mistrz międzynarodowy |
| Mónica Calzetta Ruiz    | 1972          |             | 2003        |                                           |
| Mairelys Delgado Crespo | 1974          |             | 2004        | wcześniej Kuba                            |
| Ana Matnadze            | 1983          |             | 2002        | wcześniej Gruzja, +mistrz międzynarodowy  |
| Sabrina Vega Gutiérrez  | 1987          |             | 2007        | +mistrz międzynarodowy                    |

## Szachy korespondencyjne

### arcymistrzowie
| Zawodnicy                  | Rok urodzenia | Rok śmierci | Rok nadania | Uwagi |
| -------------------------- | ------------- | ----------- | ----------- | ----- |
| Joel Martín Clemente       | 1970          |             | 2008        |       |
| Carlos Cruzado Dueñas      | ?             |             | 2009        |       |
| Pedro Drake Díez de Rivera | ?             |             | 2007        |       |
| Alberto González Freixas   | 1958          |             | 2005        |       |
| David Lafarga Santorromán  | 1967          |             | 2008        |       |
| Josep Mercadal Benejam     | 1954          |             | 2002        |       |
| Francisco Velilla Velasco  | ?             |             | 2008        |       |